# Bataille du bois du Polygone

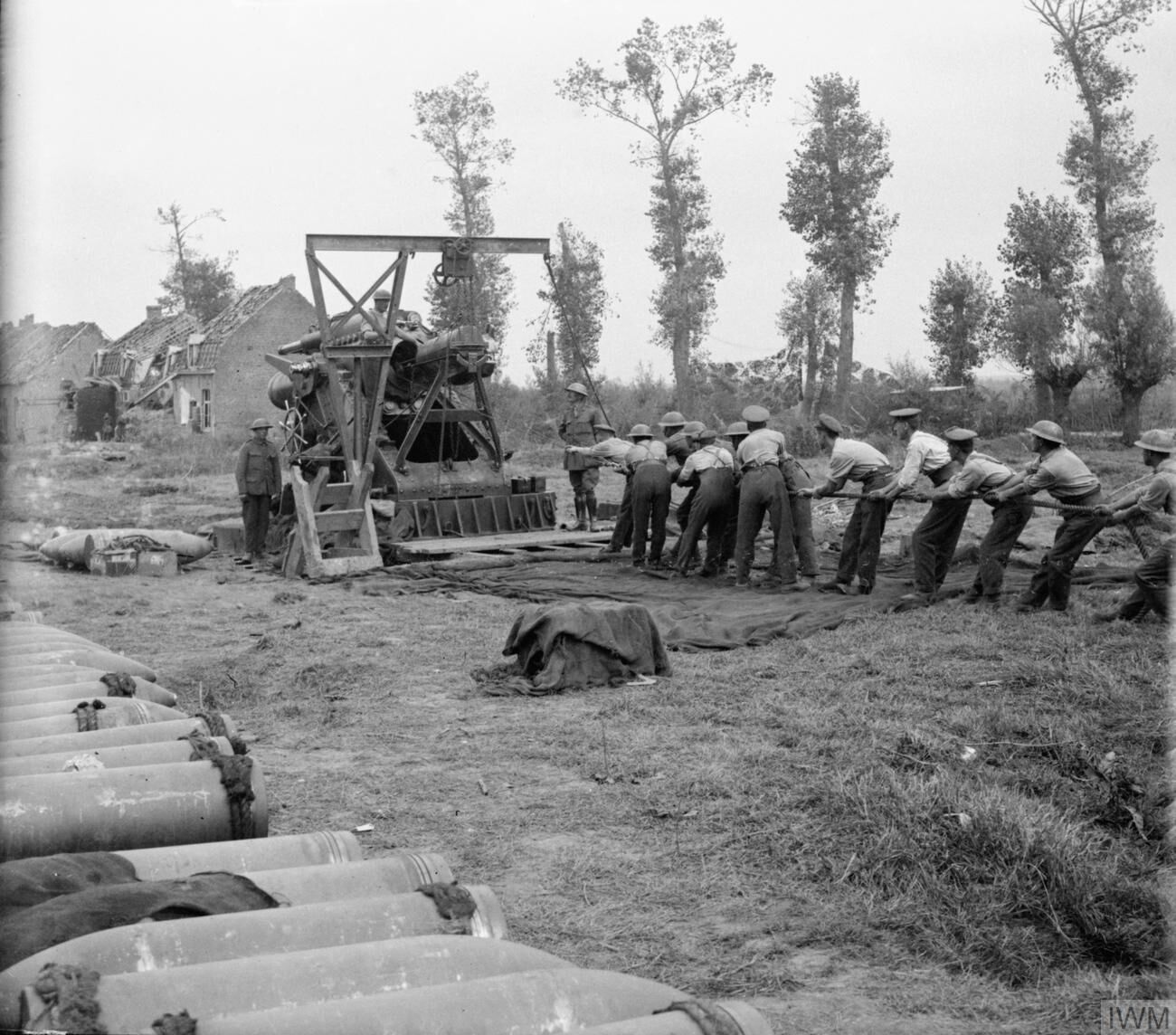
Bataille du bois du polygone, troisième bataille d'Ypres.

La bataille du bois du Polygone s'est déroulée du 26 septembre au 3 octobre 1917, lors de la deuxième phase de la troisième bataille d'Ypres pendant la Première Guerre mondiale. La bataille a eu lieu près d'Ypres en Belgique, dans la zone allant de la route de Menin au bois du Polygone et de là, vers le nord, jusqu'à la zone située au-delà de St Julien. Une grande partie du bois avait été détruite par l'énorme quantité d'obus tirés par les deux camps depuis le 16 juillet et la région avait à plusieurs reprises, basculé d'un camp à un autre.